# Revisionsantrag
Ein Revisionsantrag wird im Rahmen der Revision gestellt und durch das Revisionsgericht entschieden.
Nach § 345 Absatz 1 der Strafprozessordnung sind die Revisionsanträge (§ 344 Absatz 1 StPO) spätestens bis zum Ablauf der Revisionsbegründungsfrist zu stellen. Seitens des Angeklagten kann dies nur in einer von dem Verteidiger oder einem Rechtsanwalt unterzeichneten Schrift oder zu Protokoll der Geschäftsstelle geschehen (§ 345 Absatz 2 StPO).
Übliche Revisionsanträge sind der Antrag, das Urteil mit den Feststellungen aufzuheben, es zur erneuten Verhandlung an einen anderen Spruchkörper zurückzuverweisen, den Angeklagten durch das Revisionsgericht freizusprechen oder das Verfahren einzustellen. Durch den Revisionsantrag umgrenzt der Rechtsmittelführer sein Rechtsmittel und seinen Anfechtungswillen. Er kann auch die Nichtanordnung einer Unterbringung in einem psychiatrischen Krankenhaus oder einer Entziehungsanstalt vom Rechtsmittelangriff ausnehmen. Auch können einzelne prozessuale Taten (§ 264 StPO) vom Rechtsmittelangriff ausgenommen werden, wodurch diese in Rechtskraft erwachsen (vertikale Rechtskraft).
Das Fehlen eines Revisionsantrages des Angeklagten ist unschädlich, wenn die Sachrüge erhoben wurde, da damit feststeht, dass das Urteil vollumfänglich angefochten werden soll.